# Vézone
Die Vézone ist ein Fluss in Frankreich, der im Département Orne in der Region Normandie verläuft. Sie entspringt im Gemeindegebiet von Trémont, entwässert generell Richtung Süd bis Südwest durch den Regionalen Naturpark Normandie-Maine und mündet nach rund 20 Kilometern im Gemeindegebiet von Hauterive als rechter Nebenfluss in die Sarthe.

## Orte am Fluss
(Reihenfolge in Fließrichtung)
- Boitron
- Essay
- Neuilly-le-Bisson
- Le Ménil-Broût